# Nohfelden
Nohfelden (en Sarrois Nofelde) est une commune située dans l'Arrondissement de Saint-Wendel, dans le Lander de la Sarre en Allemagne.
La commune est située à 15 km au nord de Saint-Wendel et à 20 km au sud-ouest de Idar-Oberstein.

## Jumelage
- Jeleśnia (Pologne) depuis 1996

## Personnalités liées à la ville
- Gaspard de Bavière (1458-1527), comte mort au château de Veldenz
- Frédéric de Palatinat-Deux-Ponts (1616-1661), comte mort à Nohfelden